# Acetarsol
El Acetarsol (también conocido como acetarsona), es un arsenical pentavalente que se presenta en forma de polvo cristalino blanco. Se administra por vía tópica en la gingivitis ulcerosa necrosante y por aplicación tópica vaginal en la vaginitis tricomoniásica.

## Estado actual
Las regulaciones de Farmacia y Venenos (Prohibiciones de Drogas Dañinas), y el Ministerio de Salud consideraron que este fármaco era "nocivo" por lo que se prohibió su importación, fabricación, almacenamiento, distribución, venta, posesión, uso, exportación u otra transacción. La ONU, por otro lado menciona que el acetarsol fue descontinuado en gran medida para uso sistémico debido a su potencial de causar envenenamiento sistémico. Sin embargo, las preparaciones tópicas para la tricomoniasis vaginal aún están disponibles y se incluyen en bajas concentraciones (igual o inferior al 0.45%) en algunas pastas dentales medicadas.